# Дионисий (Илиевич)
Митрополит Дионисий Илиевич или Илич (серб. Митрополит Дионисије Илијевић; 1838, Копиловци или Берковица, Османская империя — 30 марта 1894, Стамбул) — епископ Константинопольской православной церкви, митрополит Зворникско-Тузланский.

## Биография
Он родился в 1838 году в Копиловцах недалеко от Берковицы в семье отца Илии и матери Василики. Протосинкелл Дионисий, знавший его, в короткой статье о митрополитах зворницких, заявляет, что его отец-серб из Македонии, а мать-гречанка. Он окончил патриаршую богословскую школу в Халки под Константинополем в чине диакона в 1854 году и в чине пресвитера в 1855 году. Уже будучи архидиаконом, он стал Архиерейским наместником в Берковице, своем родном регионе, а в 1860 году стал секретарём Константинопольского патриархата.
В декабре 1865 году после смерти митрополита Зворницко-Тузланского Дионисия, его преемником 5 января 1866 года был выбран Дионисий Илиевич. По словам историка Неделько Радосавлевича, его фамилия была Илиев, и по прибытии в Зворникскую митрополию он добавил суффикс -ић, подписываясь как Илиевич. За четыре года до того, как он возглавил митрополию, в январе 1862 года, она была причислена к третьему классу, и имела 67-е место в иерархии епархий. В состав метрополии входила северо-восточная часть боснийского Пашалука. Среди более крупных центров в его состав входили город-крепость Зворник на левом берегу реки Дрина, на границе с Княжеством Сербия, и Тузла, становившийся все более важным экономическим центром, в который из Зворника была перенесена митрополичья резиденция. Приехав в Зворникскую митрополию, где царил хороший церковный порядок, Илиевич установил хорошие отношения со священниками и верующими.
С 1868 года — митрополит Дабро-Босанский.
В 1871 году из-за конфликта с церковной общиной города Сараево отстранен от управления епархией.
В 1872 году по желанию паствы возвращён на Зворникско-Тузланскую кафедру.
После оккупации Боснии и Герцеговины Австро-Венгрией между новыми властями и митрополитом Дионисием произошёл конфликт из-за приверженности митрополита Дионисия к России, его попыток предотвратить вывод сербских епархий Боснии и Герцеговины из юрисдикции Константинопольской Патриархии и не допустить издание богослужебной литературы на деньги австрийского правительства.
12 мая 1891 года был изгнан властями с кафедры. По мнению современников митрополит Дионисий «пал жертвой в борьбе за права православной Церкви».
Некоторое время жил в Белграде и Нише, затем переехал в Стамбул, где скончался 30 марта 1894 года.